# Don't Want It All
«Seed» (nombrada también "Don't Want it All" en With The Lights Out) es una canción de la banda de Grunge Nirvana, escrita por, Kurt Cobain.
La canción fue grabada en el verano de 1988 como parte del demo de 4 pistas de Cobain "Mellow 4-track Shit"; fue pirateada por fanes durante los 1990s bajo nombres como "Misery Loves Company" y "Spectre". Sin embargo, años más tarde fue oficialmente publicada en alta calidad en el boxset With the Lights Out bajo el título "Don't Want it All", porque no se pudo averiguar el título real, si es que tenía uno.
La canción es generalmente vista como una profunda obra poética, pero no tiene sentido en su letra (que Cobain usaba casualmente) según otros. La letra refleja soledad. El segundo verso se podría referir también a la relación de Cobain con su Familia. La canción muestra una melancólica línea de bajo y también extraños ruidos como serpientes.
La canción no fue tocada nunca en vivo, y fue abandonada después del verano de 1988.
- Datos: Q5813117